# Amadeo Gabino
Amadeo Gabino (Valencia, 1922 – Madrid, 2004) was een Spaanse schilder en beeldhouwer.

## Leven en werk
Amadeo Gabino was de zoon van de beeldhouwer Alfonso Gabino. Zijn eerste schreden op het pad van een zelfstandig kunstenaarschap zette hij dan ook als assistent bij zijn vader. Zijn studie ving hij aan op de Escuela Superior de Bellas Artes de San Carlos in Valencia. Voltooien deed hij deze studie achtereenvolgens aan kunstopleidingen in Rome (1949), Parijs (1952) en in Hamburg (1957-1960 met een beurs). Hij verbleef in 1961 in New York met een beurs van de Ford Foundation en leerde er Alexander Archipenko, Jacques Lipchitz en Alexander Calder kennen.
Zijn werk bestaat voornamelijk uit metalen sculpturen, die het best omschreven kunnen worden als abstracte en constructivistische collages of assemblages.
Hij vertegenwoordigde Spanje bij de edities 1956 en 1966 van de Biënnale van Venetië. Hij toonde zijn werk op vele exposities in Duitsland en Spanje. In 1988 won Gabino de Goslarer Kaiserring en werd zijn werk tentoongesteld in het Mönchehaus Museum Goslar in de Duitse stad Goslar.

## Werken (selectie)
- 1949: "Bailarina", beeldenpark Museo de Escultura de Leganés in Leganés
- 1963: "Pleamar XXVII", Avenida de la Feria in Las Palmas de Gran Canaria
- 1971: "Apollo XV", Museo de Escultura de Leganés
- 1973/74 : Estela espacial, beeldenpark van het Parque Municipal García Sanabria in Santa Cruz de Tenerife
- 1987: Wächter, Hospitalhof in Schwäbisch Hall
- 1989: Erasmo III, Luisenpark Mannheim in Mannheim
- 1992: "Hommage à Friedrich Schiller", beeldenpark Skulpturenpark Heidelberg in Heidelberg[1] (in 2008 in bruikleen verstrekt door de Kunsthalle Mannheim en oorspronkelijk deeluitmakend van de beeldenroute Skulpturenmeile Mannheim in Mannheim)
- 1993: "Windflügel", Seckenheimer Straße in Mannheim
- 1992: "Homenaje a Galileo Galilei"[2], Beelden in het Parque Juan Carlos I, Madrid
- 1997: "Homenaje a Galileo Galilei XV"[3], Parque de la Providencia, Gijón
- 1998: "Homenaje a Anton Bruckner", beeldenroute Donaulände (Linz), Oostenrijk.
- "Homenage a Galileo Galilei XVII", Alicante
- 2000: "Agamenon III", Beeldenpark Jardins de Cap Roig in Palafrugell
- 2002: "Sin titulo"[4], buitencollectie Museo Es Baluard in Palma de Mallorca

## Fotogalerij

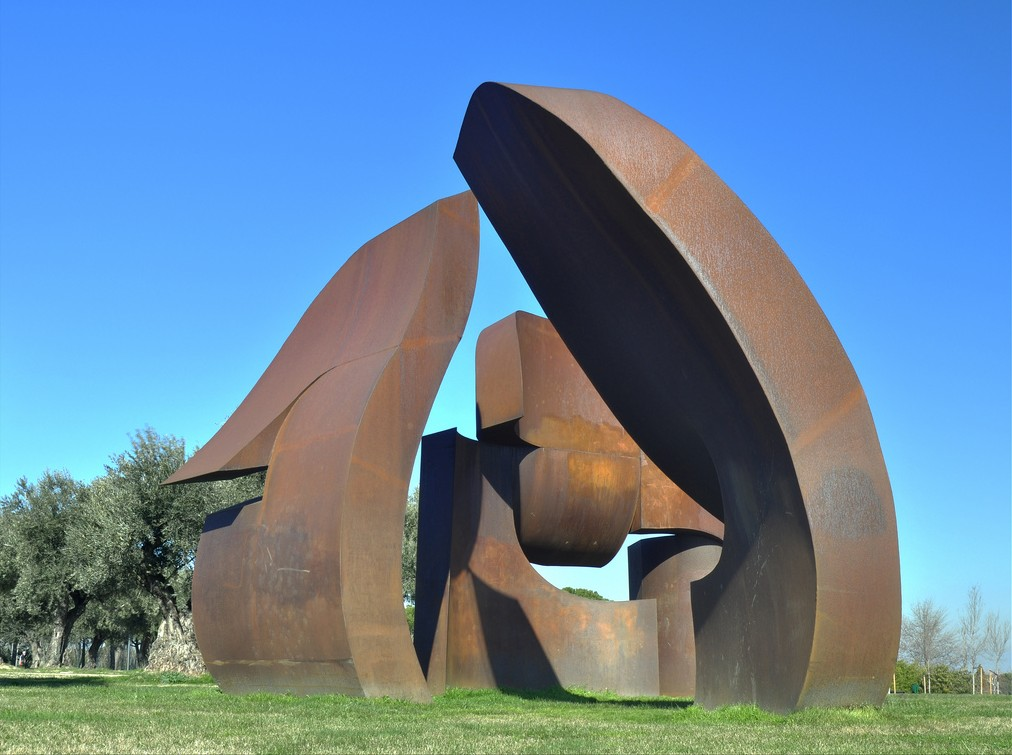
Homenaje a Galileo (1992) in Madrid
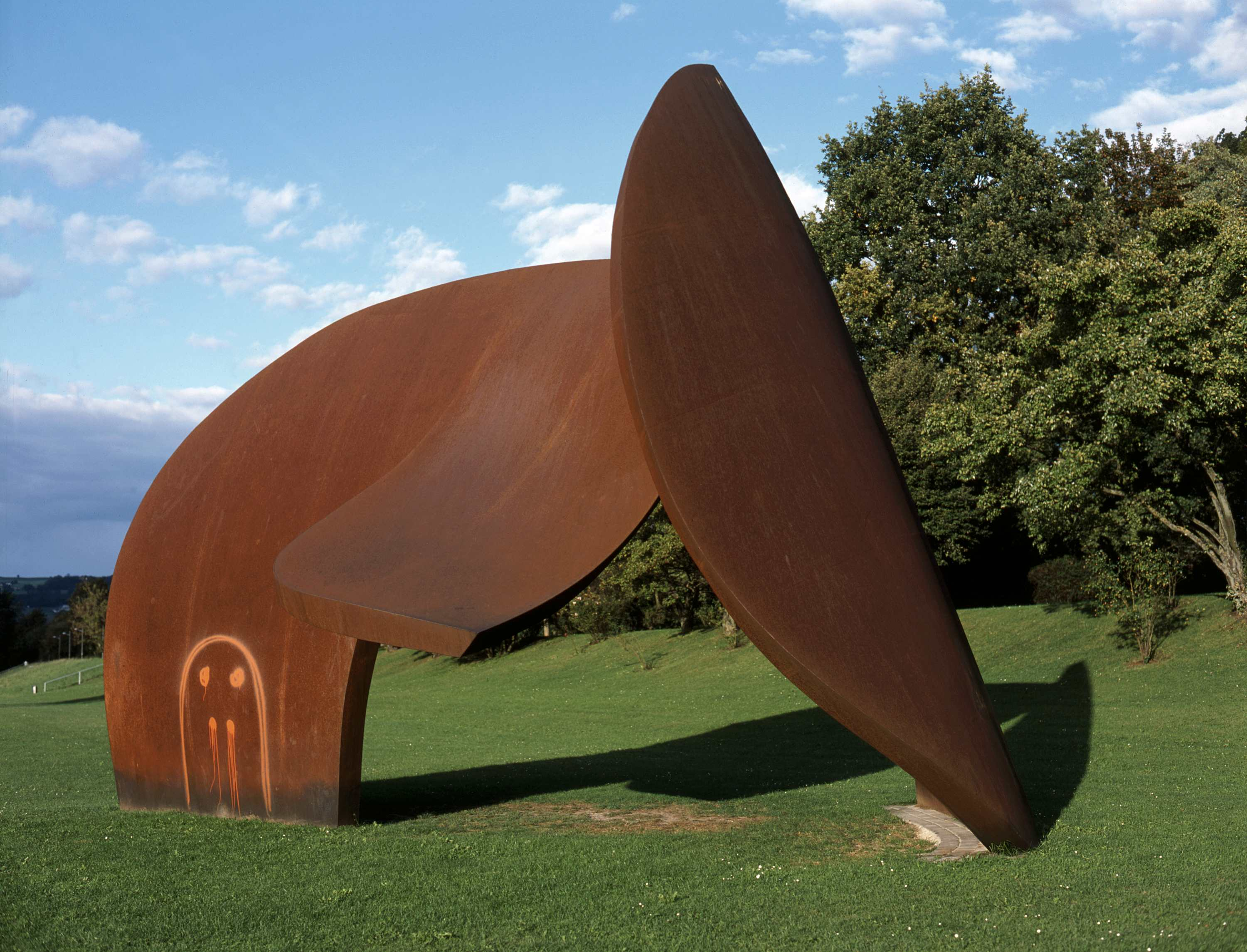
Homenaje a Anton Bruckner (1998), Linz
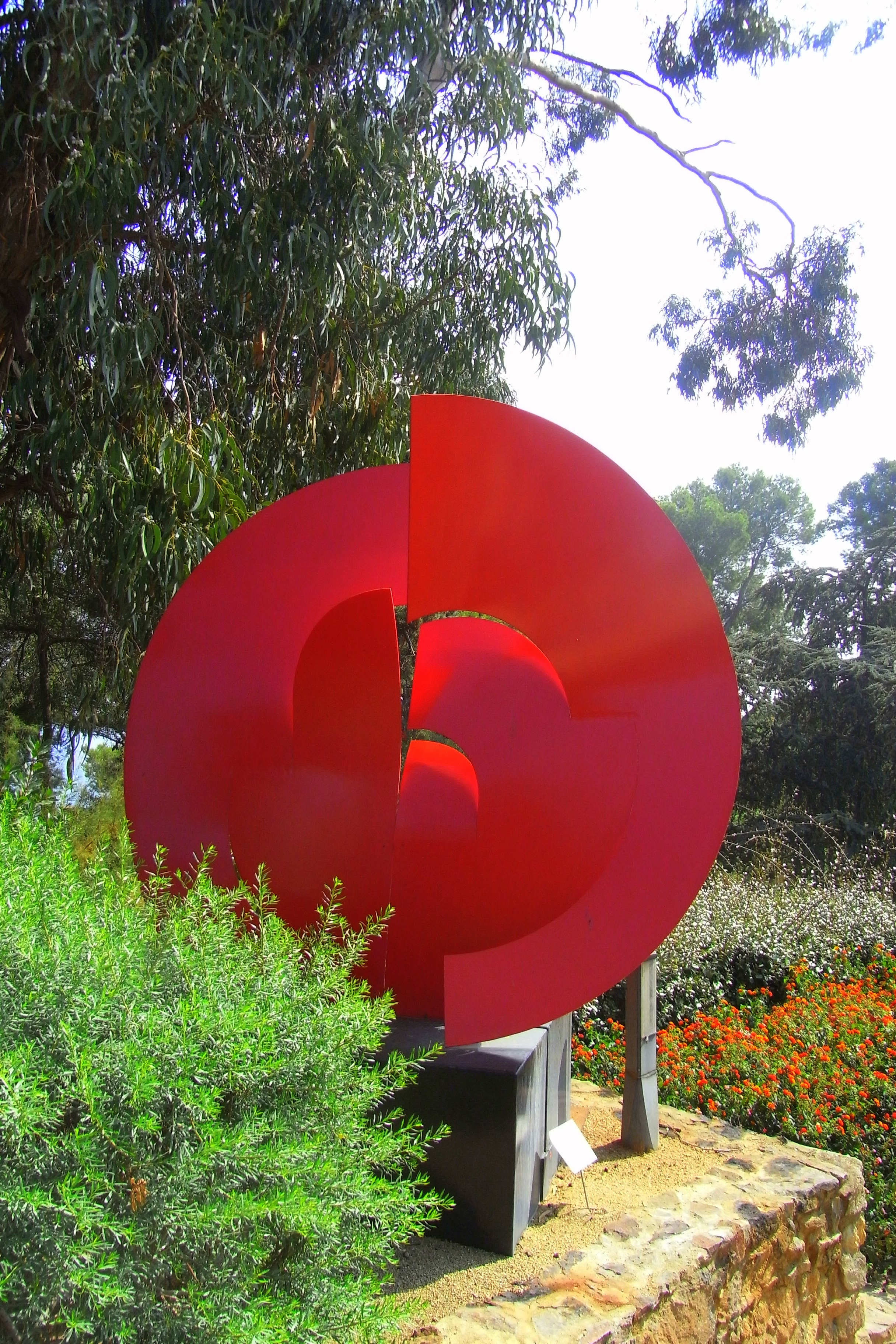
Agamenon (2000) in Palafrugell
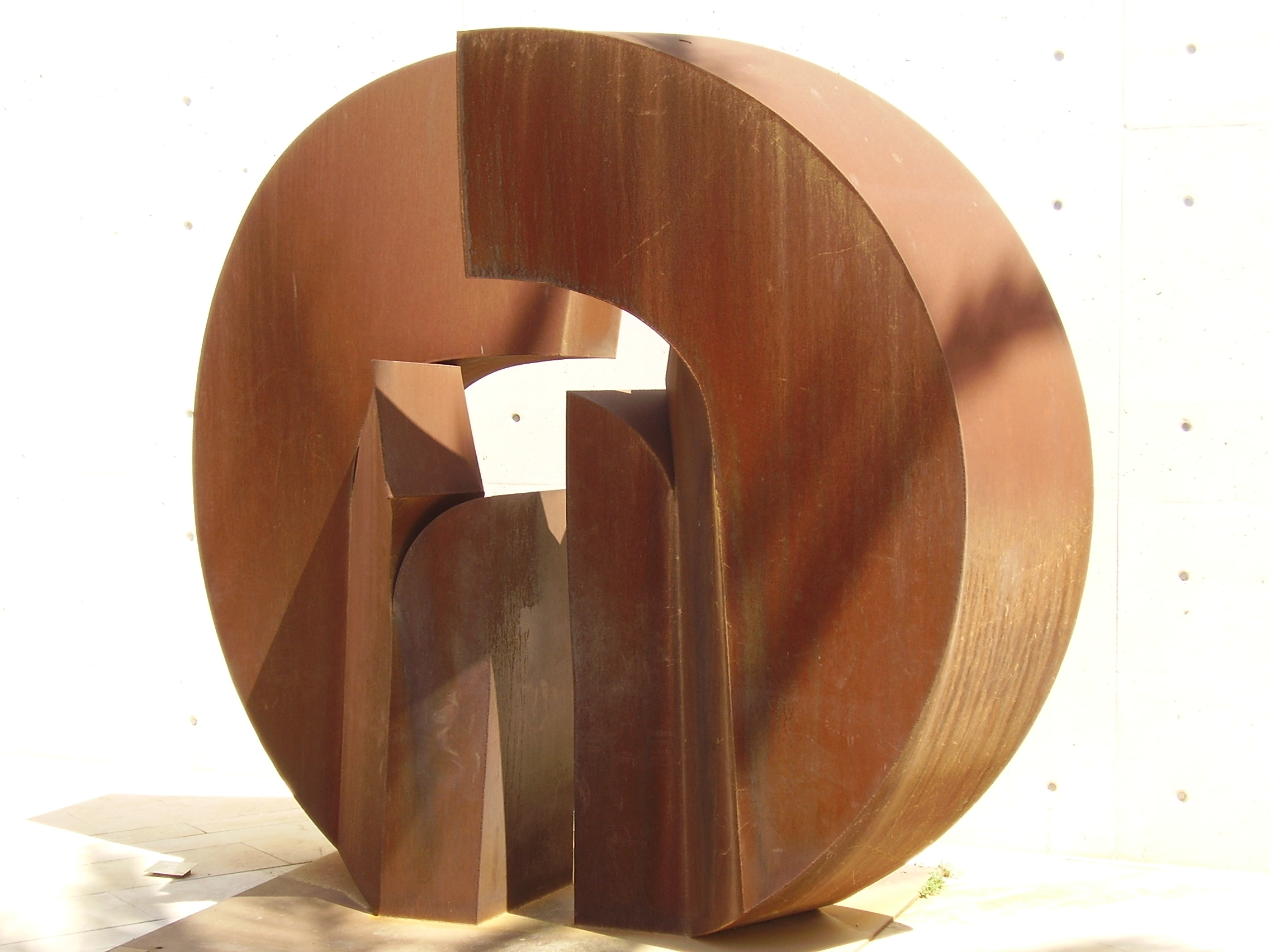
Sin titulo (2002) in Palma de Mallorca
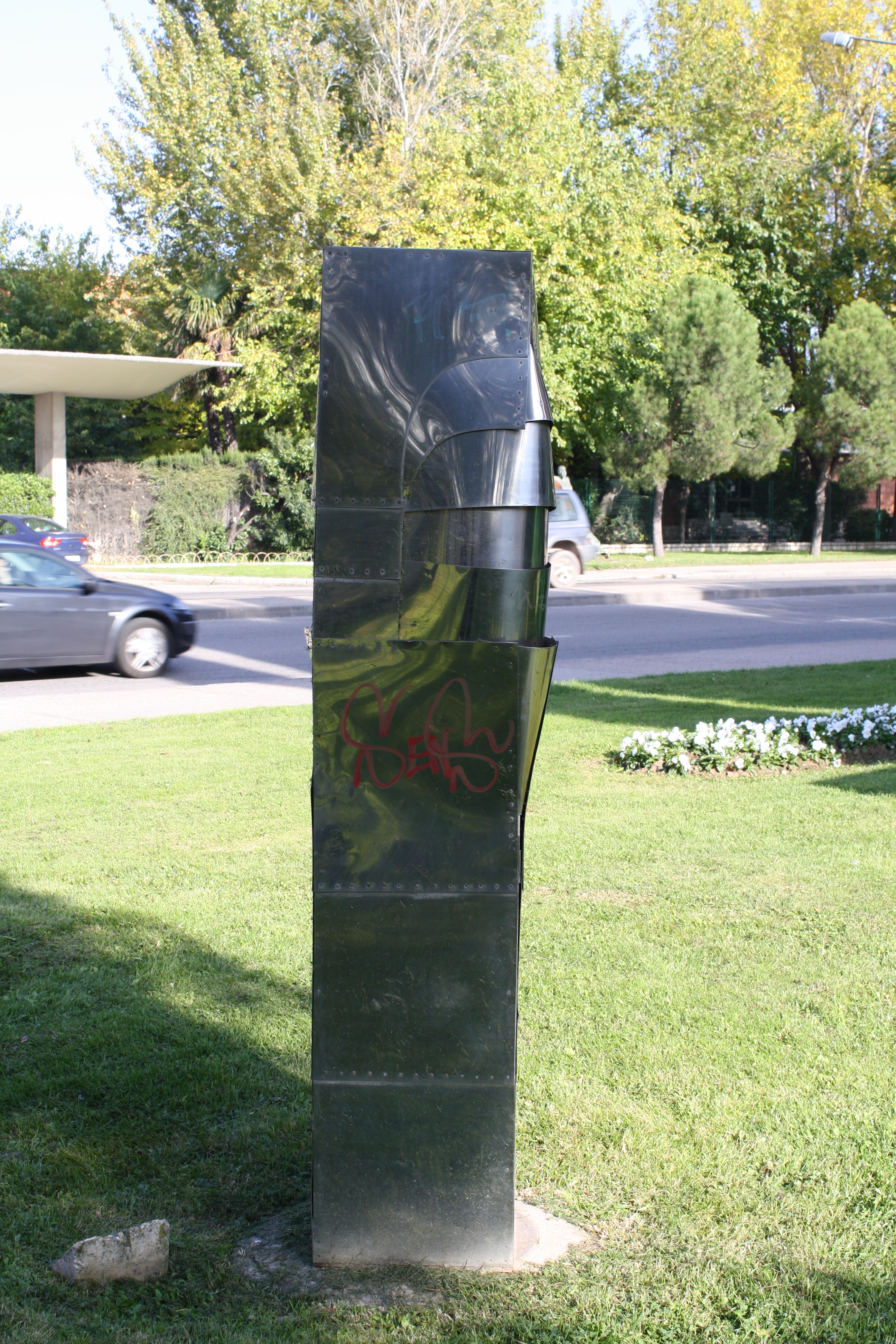
Sin titulo (1992) in Alcalá de Henares